# 原爆供養塔
座標: 北緯34度23分41秒 東経132度27分7秒 / 北緯34.39472度 東経132.45194度

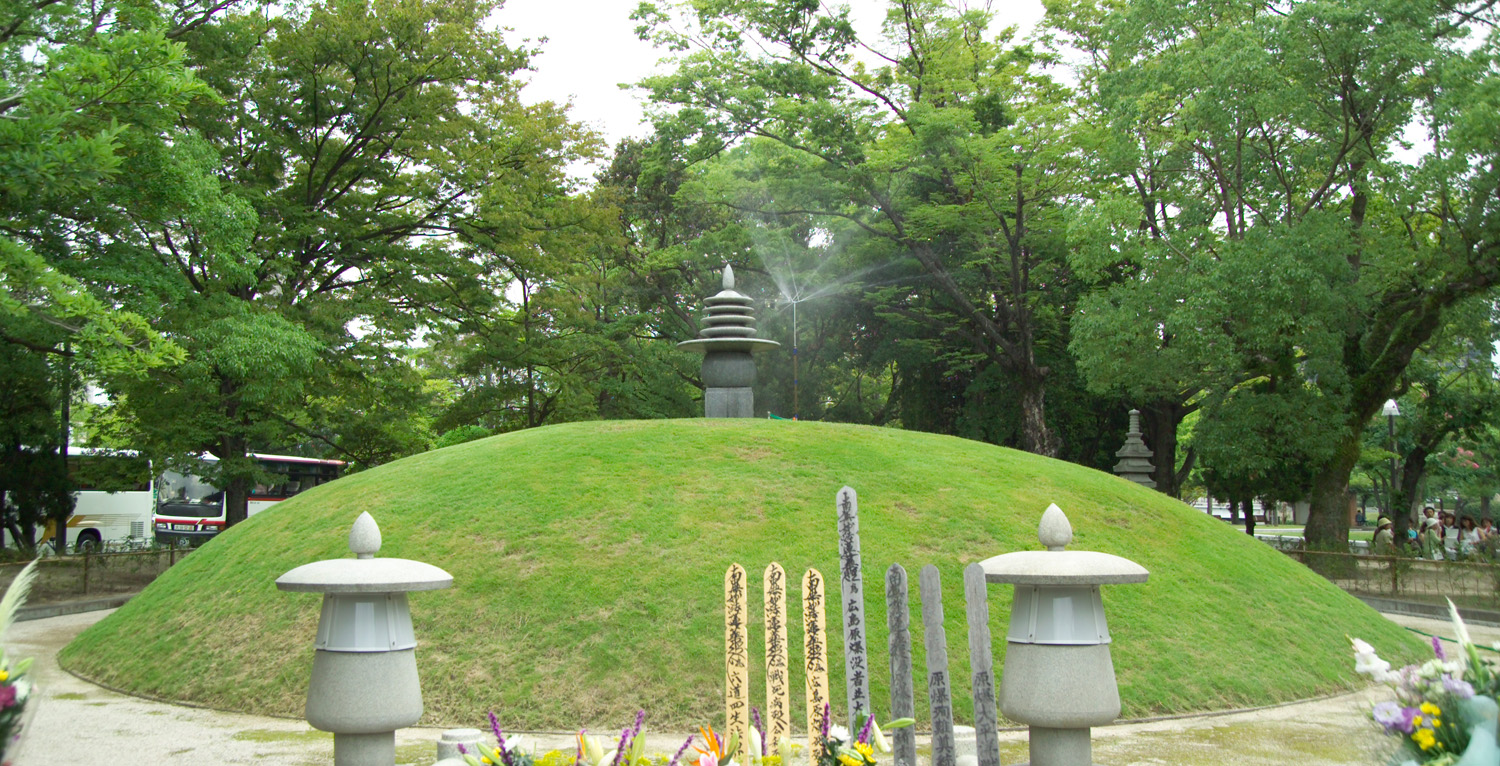
原爆供養塔

原爆供養塔（げんばくくようとう）は、広島県広島市の広島平和記念公園内にある供養塔。1955年（昭和30年）8月5日建立。設計は吉田晴夫、建築は坂田石材店の坂田輝夫。こちらは供養塔の正面の石囲いの手前に、名前が刻まれている。

## 概要
1945年（昭和20年）8月6日広島県広島市への原子爆弾投下より亡くなった引き取り手のない遺骨を供養している。このあたりは爆心地近辺であり、身元不明の多くの死体が焼かれた。翌1946年（昭和21年）、広島戦災供養会（超宗派団体）を中心とした市民の寄付により仮設の供養塔、納骨堂、礼拝堂が建立された。老朽化に伴い、1955年に現在のものに建てなおされ、市内に散らばっていた身元不明の遺骨はここに集められ供養されている。
安土桃山時代の御陵をモデルとした直径16m高さ3.5の円形の土盛りの頂点に、石造の相輪の塔が据えられている。土盛の内には、身元不明の遺骨約7万柱および氏名のみ判明している遺骨812柱（2025年現在）が納められた遺骨箱、聖観音像、死没者名を刻んだ象牙の塔が納められている。 
1946年建立以降、毎年8月6日にさまざまな宗教・宗派の合同供養慰霊祭が行われてきたが、近年は完全に合同ではなくそれぞれが少し時間をずらして行われている。また毎月6日には、関係者により例祭が行われている。
ほとんど身元不明の遺骨が供養されているが、なかには身元のわかる遺骨もあり、市は名簿を公開し遺族がわかり次第手渡されている。